# Бебих, Григорий Фёдорович
Григорий Федорович Бебих (14 октября 1924 с. Пешковка, Федоровского р-на, Кустанайской обл., СССР — 5 марта 2012, Москва, Россия) — советский и российский химик-технолог, педагог, доктор технических наук, профессор кафедры химической технологии химического факультета Московского государственного университета им. М. В. Ломоносова.

## Биография
Григорий Фёдорович Бебих родился 14.10.1924 в с. Пешковка, Федоровского р-на, Кустанайской обл.
21 июня 1941 г. окончил среднюю школу. Полгода преподавал математику в 5-6 классах школы, военное дело и физкультуру. В начале 1942 г. принят курсантом в снайперскую школу. После трехмесячной подготовки был оставлен при военкомате для помощи штатным сотрудникам в оформлении документов и комплектовании групп для отправки на фронт. В сентябре 1942 г. направлен в расположение Уральского военного округа. После приезда распределён в Ульяновское училище связи. Окончил училище в ноябре-декабре 1942 г. и в должности мл. лейтенант отправлен в Москву в распоряжение Генерального штаба. Оттуда направлен на Воронежский фронт.
Попал в 5-й истребительный авиационный корпус, входивший во 2-ю Воздушную армию. Принимал участие в битве на Курской дуге в районе с. Прохоровка. Обеспечивал связь между авиацией и наземными войсками.
Участвовал в боях в освобождении Киева, Львова, на реке Висла. Во время битвы за Берлин находился на Первом Украинском фронте. Закончил войну при освобождении Праги 11 мая 1945 г. Демобилизован в июне 1946 г.
С сентября по ноябрь 1946 г. учился в Ивановском индустриальном техникуме. С декабря 1946 г. работал инспектором по кадрам ресторана сел. Кустанай. С июля 1947 г. работал инструктором Кустанайского Облисполкома. С апреля по август 1948 г. работал инспектором по кадрам областного управления сельского хозяйства г. Иваново. А с августа 1948 г. работал инспектором Горторготдела Кустанайского Горисполкома.
В 1950-м г. был зачислен на химический факультет МГУ. Окончил в 1955 г. Был среди первых дипломников кафедры химической технологии.
Три года проработал в Харькове в Военной Артиллерийской радиотехнической академии, преподавал на всех курсах химию и физику (1955—1958).
В 1958 г. поступил в аспирантуру химического факультета МГУ. Защитил диссертацию на соискание степени кандидата химических наук в 1962 г.. После защиты кандидатской диссертации оставлен на работу на кафедре химической технологии. С января 1962 г. ассистент кафедры химической технологии. В декабре 1963 стал доцентом кафедры химической технологии МГУ.
Участник множества научно-технологических разработок в отраслях техники и оборонной промышленности, общесоюзных и международных конференций.
После кончины академика С. И. Вольфковича, исполнял обязанности заведующего кафедрой химической технологии (1980—1983).
С целью повышения квалификации по плану ФПК в 1983 г. был на стажировке и за время стажировки подготовил к защите докторскую диссертацию. Защитил диссертацию на соискание степени доктора технических наук в 1985 г.
Член секции «Консервационные и рабоче-консервационные материалы» с Межведомственного научно-технического Совета по защите металлов от коррозии при ГКНТ СССР, а также член комиссии ингибированных материалов комитета по коррозии и защите металлов при ВСНТО.
В 1992 году стал профессором кафедры химической технологии и новых материалов химического факультета. В 1967—1998 возглавлял на кафедре лабораторию технологии органических соединений.
В Московском университете читал курс лекций по разделу «Технологические процессы» в общефакультетском курсе «Химическая технология», а также спецкурсы по технологии полимерных материалов для дипломников и аспирантов.
Вместе с Т. В. Богатовой является автором-составителем книги о Великой Отечественной войне.
Имеет 156 авторских свидетельств.
Подготовил 11 кандидатов наук. Опубликовал более 150 научных работ.
Умер в Москве 5 марта 2012 года.

## Научные исследования
Разработка полимерных композиций с высокими эксплуатационными характеристиками, в частности, исследование по кинетике термоокислительной деструкции полимеров и разработке полифункциональных ингибиторов окисления на основе производных фосфорных кислот и аминосоединений; разработки, связанные с защитой металлов от коррозии в различных агрессивных средах.
Г. Ф. Бебих в течение многих лет плодотворно вел научно-исследовательскую работу по важной проблеме, связанной с разработкой и исследованием ингибиторов коррозии металлов, работа выполнялась согласно Постановлению ЦК КПСС и Совета Министров СССР. Совместно с сотрудниками руководимой им лаборатории получен и исследован ряд новых высокоэффективных ингибиторов коррозии металлов для топлив и масел. На некоторые ингибиторы выпущены опытно-промышленные партии на Калининском Опытном заводе, на Войковском химическом заводе, на опытном заводе ВНИИСВ (г. Тверь), на Волжском заводе органического синтеза ПО «Оргсинтез» организовано производство ингибитора кислотного травления металлов И-459 500 тонн в год, на Долгопрудненском заводе тонкого органического синтеза — производство ингибитора коррозии ХТ-30. Опытно-промышленные партии ингибиторов прошли испытания на промышленных предприятиях и воинских частях. Кроме того, Г. Ф. Бебих проводил работу по синтезу и исследованию ингибиторов старения полимеров и резин. По плану содружества МГУ — ЗИЛ им проведена работа по теме «Повышение долговечности резинотехнических изделий», созданы новые высокоэффективные ингибиторы старения для резин, исследованы физико-механические и физико-химические свойства резиновых деталей. По результатам исследований выпущена опытно-промышленная партия ингибитора. Также выпущены промышленные партии термостойких резин для п/я А-36II.Организовано производство термостабилизатора для резин на опытном заводе ВНИТИГ (г. Уфа). Кроме того, разработаны и переданы в производство более 10 видов резин для ряда предприятий. Проводил работы с Российским научным центром «Курчатовский институт» по разработке экстрагентов для разделения редких и трансурановых элементов.
В 2000—2002 году проведена работа по проекту К-579-р МНТЦ по исследованию высокотемпературной коррозии легированных сталей в различных условиях: при температурах 450, 550, 1000℃ с различными покрытиями, а также в условиях сверхкритического состояния воды (400℃ и 30 МПа) в присутствии кислорода и раствора HCl. В результате получены важные данные, имеющие большое значение для разных отраслей машиностроения.

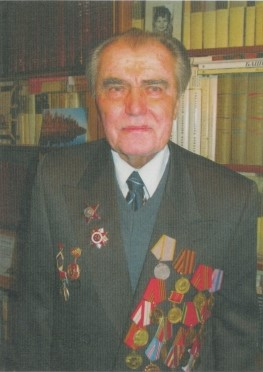

## Педагогическая деятельность
Г. Ф. Бебих читал общий курс химической технологии и спецкурс, вёл лабораторные работы и семинарские занятия, руководил производственной практикой студентов, вёл учебно-методическую работу по подготовке лабораторных работ в общем и спец. практикумах, принимал участие в разработке программ по общему и спец. курсам на кафедре химической технологии химического факультета МГУ. Кроме того, руководил работой аспирантов и дипломников. В соавторстве с другими сотрудниками кафедры химической технологии им подготовлены новые программы курсов «Охрана окружающей среды» и «Химическая технология и математическое моделирование технологических процессов», которые были рекомендованы Минвузом СССР для университетов страны. Профессором Г. Ф. Бебихом и доцентом В. В. Меньшиковым в 2004 г. подготовлена новая программа учебно-производственной практики для кафедры химической технологии на химическом факультете МГУ.

## Общественная и политическая деятельность
С 1939 по 1947 г. был членом ВЛКСМ. С 1958 г. член КПСС. Два года был парторгом кафедры и 2,5 года был зам. командира народной дружины Химического факультета. В течение четырех лет был членом партийного бюро кафедры, являлся куратором группы народного контроля кафедры химической технологии химического факультета МГУ. Дважды окончил Университет Марксизма-Ленинизма (1967—1969 и 1981—1982) по факультетам международные отношения и профессорско-преподавательского состава, соответственно.
Председатель Совета Ветеранов войны и труда Химического факультета МГУ и член Президиума Совета ВВиТ МГУ.

## Семья
Отец Бебих Федор Кириллович (1896)
Мать Бебих Евгения Ивановна (1900)
Брат Бебих Петр Федорович (1921)
Сестра Булыкина Зоя Федоровна (1921)
Жена Бебих Нина Федоровна (1924)
Дочь Галина Григорьевна (1946)
Дочь Людмила Григорьевна (1950)
Внук Литвин Артем Борисович (1975)
Правнучка Литвина Александра Артемовна (2001)
Правнук Литвин Алексей Артемович (2005)

## Почести и награды
- 1944 — Орден Красной Звезды
- 1944 — Медаль «За боевые заслуги»
- 1945 — Медаль «За освобождение Праги»
- 1945 — Медаль «За взятие Берлина»
- 1945 — Медаль «За победу над Германией в Великой Отечественной войне 1941—1945 гг.»
- 1965 — Медаль «Двадцать лет Победы в Великой Отечественной войне 1941—1945 гг.»
- 1969 — Медаль «50 лет Вооруженных Сил СССР»
- 1970 — Медаль «За доблестный труд. В ознаменование 100-летия со дня рождения В. И. Ленина»
- 1975 — Медаль «Тридцать лет Победы в Великой Отечественной войне 1941—1945 гг.»
- 1978 — Медаль «60 лет Вооруженных Сил СССР»
- 1985 — Орден Отечественной войны II степени
- 1985 — Медаль «Сорок лет Победы в Великой Отечественной войне 1941—1945 гг.»
- 1986 — Премия МинВУЗа СССР
- 1987 и 1988 — 2 Серебряная медали ВДНХ за разработку термостойкой резиновой композиции и ингибиторов коррозии металлов
- 1998 — Премия им. И. В. Курчатова за лучшую работу 1998 г. в области инженерных и технологических разработок Курчатовского института
- 1999 — «Заслуженный профессор Московского университета».

Всего имеет 17 правительственных наград. По результатам работы неоднократно награждался грамотами Ректората МГУ и деканата Химического факультета МГУ.